# Megapogon
Genre
Megapogon est un genre d'éponges marines de la famille des Achramorphidae.

## Systématique
Le genre Megapogon a été créé en 1908 par l'ingénieur britannique et spongiologue amateur Charles Frewen Jenkin (d) (1865-1940) avec pour espèce type Megapogon crucifer,.

## Liste d'espèces
Selon World Register of Marine Species (1 novembre 2021) :
- Megapogon crispatus Jenkin, 1908
- Megapogon crucifer (Poléjaeff, 1883) - espèce type
- Megapogon pollicaris Jenkin, 1908
- Megapogon raripilus Jenkin, 1908
- Megapogon schiaparellii Alvizu, Xavier & Rapp, 2019
- Megapogon villosus Jenkin, 1908

## Publication originale
- (en) C. F. Jenkin, « Porifera. III. Calcarea. National Antarctic Expedition, 1901-1904 », Natural History, Zoology, vol. 4,‎ 1908, p. 1-49 (lire en ligne, consulté le 1er novembre 2021).